# Glimmer of Hope (album, The Echoing Green)
Glimmer Of Hope - Recorded Live At TOM Fest ’98 je prozatím prvním živým albem, a zároveň pátým albem celkově, které skupina The Echoing Green vydala. Vydavatelem bylo vydavatelství Flaming Fish Music

## Seznam písní[2]
1. Defender - 3:27
2. FAce of God - 3:19
3. Safety Dance - 4:43
4. The Power Cosmic - 4:44
5. Empath - 4:43
6. Hide - 4:42
7. Oxygen - 4:15
8. Freak Out - 2:36
9. House of Wires - 0:23
10. In my Head - 3:25
11. Heart With A View (Edit)